# Curtains (musical)
Curtains és un musical amb llibret de Rupert Holmes, lletres de Fred Ebb i música de John Kander, amb lletres addicionals de Kander i Holmes.
Basat en el llibre original de Peter Stone, el musical és una paròdia sobre uns assassinats misteriosos que tenen lloc darrere l'escenari, començant quan l'estrella sense talent de Robbin' Hood of the Old West és assassinada durant la nit d'estrena. El tinent Frank Cioffi, un detectiu que somia amb el teatre musical i es decideix a salvar l'espectacle, resoldre el cas i potser fins i tot trobar l'amor abans que el show torni a obrir, sense que mentrestant el matin a ell.

## Història de la producció
Peter Stone va morir a l'abril de 2003, deixant el llibret incomplet, i Holmes va ser contractat per reescriure'l. Fred Ebb també va morir abans que el musical fos complet. Curtains va estrenar-se el 25 de juliol de 2006 al Ahmanson Theatre de Los Angeles. Les crítiques locals van ser diverses, però no van ser descoratjadores, i els productors decidiren portar el show a Broadway amb petits canvis.
La producció, dirigida per Scott Ellis i coreografiada per Rob Ashford, s'estrenà a Broadway el 22 de març de 2007 al Al Hirschfeld Theatre. El repartiment incloïa a David Hyde Pierce, Debra Monk, Karen Ziemba, Edward Hibbert, Jason Danieley, Noah Racey, Jill Paice, Megan Sikora, Michael X. Martin, Michael McCormick i John Bolton tornant als papers que ja havien fet a Los Angeles, amb l'arribada d'Ernie Sabella. El musical rebé 8 nominacions als Premis Tony, amb Hyde Pierce guanyant el premi al millor actor protagonista de musical. Curtains tancà el 29 de juny de 2009, després de 511 funcions i 23 prèvies.

### D'altres produccions
Es programà una gira de Curtains pels Estats Units que havia de començar al març del 2010.
L'estrena a Nova Anglaterra va tenir lloc el 13 d'agost de 2010, prevista per només 5 funcions, al Haskell Opera House de Derby Line, Vermont/Stanstead, Quebec. Estava interpretada per QNEK Productions, la companyia resident de la ópera de Haskell.

### Produccions internacionals
La primera producció europea s'estrenà a Visby, Suècia, a l'abril del 2009. L'estrena australiana va tenir lloc al Spotlight Theatre de Gold Coast el 12 de febrer de 2010, representant-se durant quatre setmanes, fent posteriorment gira pel país. A Nova Zelanda s'estrenà al Porirua Little Theatre de Wellington el 8 d'abril del 2010, representant-se durant quatre setmanes.
L'estrena britànica va tenir lloc al Kenneth More Theatre d'Ilford l'11 de març del 2010. Encara no hi ha plans per portar-la al West End. L'estrena a Irlanda va ser realitzada per la "Clara Musical Society" per celebrar el 40è aniversari. Les funcions van tenir lloc entre el 5 i el 9 d'abril del 2011.
L'estrena a Txèquia va tenir lloc al Teatre Musical Karlin el 22 de setembre del 2011, amb crítiques positives mentre que l'estrena alemanya va tenir lloc al Landestheater Coburg el 5 de novembre del 2011

## Sinopsi

### I Acte
1959. Teatre Colonial de Boston. S'està arribant al final d'un nou musical anomenat "Robbin' Hood!", una versió de Robin Hood al Far West ("Wide Open Spaces"). Madame Marian, interpretada per l'estrella del cinema en declivi Jessica Cranshaw, mira com Robin Hood guanya el concurs de punteria i li fa una proposta a Miss Nancy, la mestre d'escola. El repartiment llavors canta el final del show, durant el qual és evident que Jessica no pot cantar, ballar ni actuar. Saluda, i després de rebre dos rams de flors, desapareix darrere el teló.
Aquella nit més tard, Carmen Bernstein, una tenaç co-productora, els divorciats autors de la banda sonora Aaron Fox i Georgia Hendricks i el responsable financer del show, Oscar Shapiro, llegeixen les crítiques, la majoria de les quals són terribles, especialment la del Boston Globe, que és la crítica que necessitaven; mentre que l'única crítica bona ve del Cambridge Patriot. Ningú no es creu que ningú pugui ser tan cruel com per ser crític ("What Kind of Man"). L'extravagant director britànic del show, Christopher Belling, arriba, dient que ha tingut una epifania després de caminar per una església. En aquell moment, Johnny, el director d'escena, diu a Carmen que té una trucada de telèfon. Carmen sospita que es tracta del seu faldiller marit Sydney. Mentrestant, Georgia i Aaron discuteixen sobre per què Geòrgia s'uní al show. Aaron afirma que ella només volia reviure un antic romanç amb Boby, el coreògraf, l'actor que interpreta a Rob Hood i antiga parella de Georgia. Tots es mostren pessimistes, però Belling demana a Georgia que canti el número inicial de Madame Marian. Ella ho fa tan espectacularment, que és clar que està pensant en el seu fracassat matrimoni amb Aaron. Aaron comença a cantar amb ella, però Bobby el talla ("Thinking of Him").
Belling els anuncia el seu pla: substituiran Jessica. Niki, la mestra i suplent de Jessica, fa un pas endavant i diu que se sentiria molt malament per haver-se de fer càrrec, però Belling en realitat diu que vol a Georgia com a Madame Marian. Bambi, una ballarina, fa un pas endavant i diu que Niki hauria d'ocupar el paper, però Belling ho veu clar: Bambi és la suplent de Niki, la qual cosa vol dir que si Niki avança, Bambi farà de Miss Nancy. Georgia és la triada, malgrat que Aaron ho desaprova.
Llavors Carmen entra i anuncia a la companyia que era l'hospital qui l'ha trucat. Jessica Cranshaw està morta. El repartiment fa un simulacre de funeral, i és evident que ningú no està trist de veure com la protagonista els ha deixat ("The Woman's Dead"). El tinent Frank Cioffi, del Departament de Policia de Boston, arriba per anunciar que ha vist l'espectacle i que li ha encantat (llevat de Cranshaw), i anuncia que Jessica Cranshaw ha estat assassinada.
Cioffi diu a Belling per acabar amb el que estava fent amb el repartiment, que ningú no vol continuar amb el show. Carmen sense èxit els intenta convèncer que "l'espectacle ha de continuar", i diversos membres de la companyia se li uneixen, incloent Bambi, qui en realitat s'anomena Elaine i és la filla de Carmen. Cioffi, un actor aficionat, ajuda de manera entusiasta a aixecar la moral dels actors, i els convenç per continuar amb el show ("Show People"). Malgrat tot, com que Cranshaw ha estat enverinada als darrers minuts del show i no abandonà l'escenari en aquells moments, creu que ha d'haver estat assassinada per un membre de la companyia. També, creien que l'assassí encara es troba a l'edifici, Cioffi el clausura. Sidney Bernstein arriba des de Nova York, i Cioffi comença a sospitar d'ell, tot i que Sydney afirma que ha estat amb una dona, el nom de la qual es nega a dir.
Cioffi queda sol amb l'encantadora Niki, que ara cobreix a Georgia. El tinent queda colpejat per l'encant de Niki i parla en confiança amb ella sobre la seva investigació i la seva solitària vida, car està casat amb el seu treball ("Coffee Shop Nights"). Ella sembla que li torna l'afecte, de manera que ell espera que no sigui l'assassina. L'endemà, Georgia intenta aprendre a ballar, però fracassa miserablement malgrat l'esperança de Bobby en ella. Cioffi arriba i aviat es troba amb Daryl Grady, el crític que va escriure la terrible crítica pel Boston Globe, només aplaudint la coreografia i el treball de Niki. Carmen i Sydney li pregunten si faria una nova crítica al show amb la nova protagonista, i ell decideix que tornarà a veure el show, demà. Llavors a desgrat acorden davant Niki que intenti agrair a Daryl les seves paraules amables. Ell li diu que ell no s'associa amb els artistes als que critica i, després de discutir amb Cioffi sobre la seva crítica anterior sobre "Robbin' Hood", marxa.
Belling treballa per tornar a muntar un número difícil, interpretat per Niki, Georgia i Bambi, i Cioffi suggereix que la cançó necessita tornar a ser escrita ("In The Same Boat #1"). Cioffi queda sol amb Aaron, que demostra a Cioffi com és de difícil compondre una cançó. Després deixa caure que enyora quelcom. Aaron confessa que encara estima la seva ex-dona ("I Miss the Music"). No hi ha cap dubte sobre que Georgia pugui portar endavant el show quan apareix a l'assaig amb vestuari al número del saloon ("Thataway!"). Cioffi llavors surt i diu al repartiment que s'ha adonat que Sydney ha fet xantatge a tots els membres de la companyia perquè treballin per a ell. Quan la companyia respira alleugerida perquè ja no seran sotmesos a xantatge, Cioffi els recorda que encara són sospitosos i que encara haurien de continuar amb l'espectacle. La tragèdia torna a aparèixer quan el teló cau i simultàniament Sydney Bernstein s'enfila, amb la corda del teló lligada al seu coll.

### II Acte
Sasha, el director, es gira cap al públic per anunciar que el penjament ha estat fatal ("The Man is Dead"). Sobre l'escenari del teatre encara tancat s'ha improvisat un dormitori. Cadascun dels membres de la companyia sospiten dels altres en meitat de la nit ("He Did It"). Cioffi torna de l'oficina del forense, però se centra en si el show estarà a punt per a la reestrena. Quan es troba una amenaça de mort dirigida a Sydney, on es diu que morirà tret que tanqui el show, Oscar anuncia que Sidney va morir per res perquè anava a complir. Fins i tot va tornar a Oscar el darrer xec que va fer. Carmen torna, dient que ella mantindrà el show obert. Aaron presenta la seva nova versió de "In the Same Boat", interpretada per Bobby i dos membres del repartiment, Randy i Harv, però Cioffi encara no queda satisfet amb el producte i té un nou consell pels creadors del show ("In The Same Boat # 2").
Bambi demana que afegeixin un pas de deux per a ella i per a Bobby. Carmen accepta, però ella a l'escenari no és la mare: el seu deure és vers la taquilla ("It’s a Business"). Grady arriba i diu a tots que està entrevistant a tot el repartiment a la Sala Verda. Bambi segueix amb l'assaig del nou número de ball ("Kansasland"). Però llavors, un tret sona des de fora l'escenari, i Bobby queda ferida al braç, tot i que Cioffi aviat s'imagina que l'objectiu de fet era Carmen. Niki apareix amb l'arma, i la companyia immediatament arriba a la conclusió que és la culpable ("She Did It" (Reprise)). Ella diu que innocentment va trobar la pistola darrere l'escenari i la dona, tot i que accidentalment prem el gallet i gairebé dispara contra Cioffi.
Mentre que Cioffi treballa per resoldre el cas, diu a Aaron, Georgia i Bobby que Sidney no tenia res per ells i, malgrat tot, estan treballant per molt pocs diners. Georgia llavors cita una amenaça de mort que Cioffi no havia llegit en veu alta. Cioffi està a punt de detenir-la quan Aaron intenta autoculpar-se, revivint el seu romanç. La parella torna a reunir-se ("Thinking of Him/I Miss the Music" (Reprise)). Un cop Aaron marxa es fa saber que tot ha estat una actuació, i que Bobby només pretenia ser la parella de Georgia de manera que pogués veure si encara havia alguna cosa entre ells. Ella marxa, i Bobby confessa que estima Georgia, i que faria el que fos per ella, fins i tot l'assassinat.
Niki lamenta que l'amor faci sentir malament a la gent, però Cioffi comença a flirtejar amb ella i recorda la primera vegada que la va veure en escena, i com va pensar que podria ser la seva parella perfecta; en una elaborada seqüència de fantasia, esdevé això ("A Tough Act to Follow"). Però ell s'adona que ella té un secret. S'ha assabentat que tots els membres de la companyia usen certes persones per tenir crítiques millors. També diu a Niki que alguns membres del repartiment fan servir certes persones per tenir qualificacions més altres, i que al llibre de Sidney on havia codificat els fets pels xantatges als membres del repartiment, hi havia una O al costat del seu nom. Johny, el director d'escena, sap el secret, però no dirà al detectiu de què es tracta. Rep un tret i mor abans que pugui dir res més. S'arrenca una pàgina del seu bloc de notes que diu "Caigut al planeta Terra".
Cioffi agafa a Niki i a Belling cap a on pengen les cordes damunt de l'escenari. Anuncia que ha resolt el misteri. Quan queda sol, és colpejat amb un sac de sorra i el llencen cap a l'escenari. Aconsegueix salvar-se en agafar una peça de decorat, que el baixa a la seguretat, quan està a terra, diu que ho ha arreglat... sap quina ha de ser la millor posada en escena per a "In the Same Boat". Unint totes les versions, tot el repartiment pot cantar un número increïble ("In The Same Boat- Complete").
Cioffi anuncia que ell i Niki s'han promès, i demana al repartiment que torni a assajar les salutacions, quan Jessica va ser assassinada, i s'adonà que Georgia havia rebut només un ram de flors, no pas dos. Cioffi s'imaginà que l'assassí amagà una pistola d'aire comprimit amb una càpsula de verí al ram, disfressat d'uixer, i aprofità per assassinar Jessica. Bobby apareix a escena amb el cap sagnant i cau, i tots s'adonen que el Rob Hood emmascarat que hi ha a l'escenari és un farsant.
Cioffi anuncia que la O i que "Caigut al planeta terra" representaven tots dos un globus. El "Boston Globe". Finalment resol el cas: l'assassí és el crític, Daryl Grady. Grady es treu la màscara i diu que està enamorat de Niki i que no volia que marxés a Nova York, de manera que decidí que faria el que fos per aturar el show. Grady pren a Niki com a ostatge, amenaçant de matar-la perquè Cioffi no es pugui casar amb ella. Diu a Cioffi que li doni la seva pistola, però quan Grady intenta disparar a Cioffi s'adona que la pistola no tenia bales. Queda frustrat quan Cioffi es treu una altra pistola de la jaqueta i Carmen obre la trampa sobre ells.
Després que tots tornin darrere l'escenari per preparar la reestrena, Cioffi s'enfronta en privat a Carmen: ella va matar a Sidney. Carmen ha estat treballant en secret en nom de Bambi mentre pretenia ser insuportable de manera que Bambi hagués de treballar per sortir-se'n en lloc de confiar en el nepotisme. Ella vol que la seva filla Bambi anés a Broadway, però Sidney volia tancar el show. Cioffi acorda en mantenir-ho en secret fins que el show arribi a Broadway, i li diu que, amb un bon advocat, no li costarà ser absolta d'un homicidi justificable. Carmen diu a Cioffi que ell és un més d'ells ("Show People" (Reprise)). Belling arriba i els diu que amb Bobby ferit, no tenen a ningú per l'actuació.
Finalment, el show es reestrena. Georgia ara interpreta Madame Marian, Cioffi ha substituït Bobby com a Rob Hood, i "A Tough Act to Follow " és el nou final del show.

## Personatges
- LIEUTENANT FRANK CIOFFI (uns 40): Personatge central, detectiu de la policia que és també aficionat al teatre musical. A més de ser excepcionalment bo en la seva feina, també aspira a actuar al teatre musical durant tota la seva vida. S'enamora de Niki.
- NIKI HARRIS (entre 20 i 30): Mona i ingènua. Niki fa un paper de repartiment i és la suplent de Jessica Cranshaw. Té moltes ganes de debutar a Broadway. Coneix i s'enamora del tinent Cioffi.
- GEORGIA HENDRICKS (uns 30): Meitat femenina de l'equip de compositors del show. Acaba protagonitzant-lo.
- CARMEN BERNSTEIN (entre 45-65): La dura productora del show, infeliçment casada amb Sidney i mare separada de Bambi.
- AARON FOX (uns 40): El compositor del show. Georgia, la seva companya de composició, és la seva dona, tot i que ara estan separats. És un faldiller encantador.
- SIDNEY BERSTEIN: (uns 60): el coproductor. Dur i egoista.
- CHRISTOPHER BELLING (40-60): Director angles. Molt efeminat divertit.
- BAMBI BERNÉT (entre 20 i 30): Corista i filla de Carmen, la productora principal. Treballa molt per ser la protagonista; té una dura relació amb la seva mare, que insisteix a anomenar-la pel seu veritable nom, Elaine.
- DARYL GRADY (uns 30): Crític teatral d'un diari de Boston. Li agrada fer servir el poder que té per destruir espectacles durant les proves.
- JOHNNY HARMON (entre 40 i 50): El director d'escena del show. Johnny és brusc però adorable. Manté la companyia a to i en estat d'alerta durant tot el procés d'assaigs.
- OSCAR SHAPIRO (45-65): el director general i únic inversor. Un home agradable amb la veu una mica ronca. Sempre mira a qualsevol lloc per mirar de guanyar-hi diners.
- BOBBY PEPPER (entre 20 i 30): El coreògraf i protagonista principal del show, és el rival d'Aaron i actual parella de Georgia.
- JESSICA CRANSHAW (entre 30 i 50): Estrella de Hollywood en declivi. Una diva que no té dret a ser-ho, és una cantant i actriu terrible que és assassinada la nit d'estrena. Sovint és interpretada per la mateixa actriu que fa de Georgia.
- SASHA ILJINSKY (entre 30 i 40): El director europeu del show; interpretat pel director de l'orquestra.
- RANDY DEXTER (entre 20 i 30): Un dels actors.
- HARV FREMONT (entre 20 i 30): Un dels actors.
- DETECTIVE O'FARRELL (entre 30 i 40): company de Cioffi a la policia, l'ajuda en la investigació.

## Cançons
| I Acte - Overture – L'Orquestra - Wide Open Spaces - Randy Dexter, Niki Harris, Jessica Cranshaw, Bobby Pepper i Conjunt - What Kind of Man? - Carmen Bernstein, Oscar Shapiro, Aaron Fox i Georgia Hendricks - Thinking of Him - Georgia, Aaron i Bobby - The Woman's Dead - Companyia - Show People - Carmen, Lieutenant Frank Cioffi i Companyia - Coffee Shop Nights - Cioffi - In the Same Boat 1 - Georgia, Niki i Bambi Bernét - I Miss the Music - Aaron - Thataway! - Georgia i Conjunt | II Acte - The Man is Dead (reprise) - Sasha (el narrador) - He Did It - Companyia - In the Same Boat 2 - Bobby, Randy i Harv Fremont - It's a Business - Carmen i manobres - Kansasland - Randy, Harv, Bambi i Conjunt - She Did It (reprise) - Companyia - Thinking of Him/I Miss The Music (Reprise) - Aaron i Georgia - A Tough Act to Follow - Cioffi, Niki i Conjunt - In the Same Boat 3, 4, and 5 - Companyia - In the Same Boat Complete - Cioffi i Conjunt - Show People (Reprise) - Cioffi i Carmen - Wide Open Spaces (Finale) - Conjunt - A Tough Act to Follow (Reprise) - Companyia |

## Repartiment original de Broadway
- Lieutenant Frank Cioffi — David Hyde Pierce
- Carmen Bernstein — Debra Monk
- Georgia Hendricks — Karen Ziemba
- Aaron Fox — Jason Danieley
- Niki Harris — Jill Paice
- Christopher Belling — Edward Hibbert
- Bobby Pepper — Noah Racey
- Bambi Bernét — Megan Sikora
- Johnny Harmon — Michael X. Martin
- Oscar Shapiro - Michael McCormick
- Daryl Grady — John Bolton
- Sidney Bernstein - Ernie Sabella

## Premis i nominacions

### Producció original de Broadway
| Any  | Premi           | Categoria                               | Candidat                              | Resultat  |
| ---- | --------------- | --------------------------------------- | ------------------------------------- | --------- |
| 2007 | Premi Tony      | Millor Musical                          | Millor Musical                        | Nominat   |
| 2007 | Premi Tony      | Millor Llibret de Musical               | Rupert Holmes i Peter Stone           | Nominat   |
| 2007 | Premi Tony      | Millor Banda Sonora                     | John Kander, Fred Ebb i Rupert Holmes | Nominat   |
| 2007 | Premi Tony      | Millor Actor Protagonista de Musical    | David Hyde Pierce                     | Guanyador |
| 2007 | Premi Tony      | Millor Actriu Protagonista de Musical   | Debra Monk                            | Nominat   |
| 2007 | Premi Tony      | Millor Actriu de Repartiment de Musical | Karen Ziemba                          | Nominat   |
| 2007 | Premi Tony      | Millor Direcció de Musical              | Scott Ellis                           | Nominat   |
| 2007 | Premi Tony      | Millor Coreografia                      | Rob Ashford                           | Nominat   |
| 2007 | Prmi Drama Desk | Musical Més Destacat                    | Musical Més Destacat                  | Nominat   |
| 2007 | Prmi Drama Desk | Llibret Més Destacat                    | Rupert Holmes i Peter Stone           | Guanyador |
| 2007 | Prmi Drama Desk | Actor de Musical Més Destacat           | David Hyde Pierce                     | Nominat   |
| 2007 | Prmi Drama Desk | Actriu de Musical Més Destacada         | Debra Monk                            | Guanyador |
| 2007 | Prmi Drama Desk | Actriu de Musical Més Destacada         | Karen Ziemba                          | Nominat   |
| 2007 | Prmi Drama Desk | Orquestracions Més Destacades           | William David Brohn                   | Nominat   |
| 2007 | Prmi Drama Desk | Música Més Destacada                    | John Kander                           | Nominat   |
| 2007 | Prmi Drama Desk | Lletres Més Destacades                  | Fred Ebb                              | Nominat   |
| 2007 | Prmi Drama Desk | Escenografia Més Destacada              | Anna Louizos                          | Nominat   |
| 2007 | Prmi Drama Desk | Vestuari Més Destacat                   | William Ivey Long                     | Nominat   |